# Episodi di The Goldbergs (nona stagione)
La nona stagione della serie televisiva The Goldbergs è stata trasmessa in prima visione sul canale statunitense ABC dal 22 settembre 2021 al 18 maggio 2022.
In Italia la stagione è disponibile integralmente su Infinity+ che ha iniziato a pubblicarla dal 1º aprile al 23 giugno 2022.
In questa stagione George Segal esce del cast in seguito alla sua morte il 23 marzo 2021. Alla sua memoria è dedicato il primo episodio. Lascia la serie anche Jeff Garlin, licenziato nel dicembre del 2021 per comportamenti inappropriati sul set.
| n° | Titolo Originale                                   | Titolo Italiano                                 | Prima TV USA      | Prima TV Italia |
| -- | -------------------------------------------------- | ----------------------------------------------- | ----------------- | --------------- |
| 1  | The Goldbergs' Excellent Adventure                 | La fantastica avventura dei Goldberg            | 22 settembre 2021 | 1º aprile 2022  |
| 2  | Horse Play                                         | Non si scherza con i cavalli                    | 29 settembre 2021 | 1º aprile 2022  |
| 3  | Riptide Waters                                     | Riptide Waters                                  | 6 ottobre 2021    | 1º aprile 2022  |
| 4  | The William Penn Years                             | Gli anni alla William Penn                      | 13 ottobre 2021   | 1º aprile 2022  |
| 5  | An Itch Like No Other                              | Prove da genitori                               | 20 ottobre 2021   | 1º aprile 2022  |
| 6  | The Hunt for the Great Albino Pumpkin              | Caccia alla grande zucca albina                 | 27 ottobre 2021   | 1º aprile 2022  |
| 7  | The Rose-Kissy Thing                               | Sbaciucchio con rosa                            | 3 novembre 2021   | 1º aprile 2022  |
| 8  | A Light Thanksgiving Nosh                          | Il giorno del pre Ringraziamento                | 17 novembre 2021  | 1º aprile 2022  |
| 9  | Tennis People (FKA I Got In/Tennis Club)           | Gente de tenis                                  | 1º dicembre 2021  | 1º aprile 2022  |
| 10 | You Only Die Once, or Twice, but Never Three Times | Si muore solo una volta o due, ma mai tre volte | 5 gennaio 2022    | 1º aprile 2022  |
| 11 | Hip-Shaking and Booty-Quaking                      | Il più famoso spettacolo di fine anno           | 12 gennaio 2022   | 1º aprile 2022  |
| 12 | The Kissing Bandits                                | I banditi del bacio                             | 19 gennaio 2022   | 1º aprile 2022  |
| 13 | A Peck of Familial Love                            | Uno tsunami d'amore                             | 2 febbraio 2022   | 1º aprile 2022  |
| 14 | The Steve Weekend                                  | Il weekend degli Steve                          | 23 febbraio 2022  | 1º aprile 2022  |
| 15 | The Wedding                                        | Il matrimonio                                   | 2 marzo 2022      | 1º aprile 2022  |
| 16 | The Downtown Boys                                  | Ragazzi di città                                | 16 marzo 2022     | 1º aprile 2022  |
| 17 | The Strangest Affair of All Time                   | La tresca più strana del mondo                  | 23 marzo 2022     | 1º aprile 2022  |
| 18 | School-ercise                                      | Scuol-esercizio                                 | 13 aprile 2022    | 1º aprile 2022  |
| 19 | Grand Theft Scooter                                | Il furto dello scooter                          | 20 aprile 2022    | 1º aprile 2022  |
| 20 | Sunday Chow Fun Day                                | Domenica: il Chow Fun Day                       | 4 maggio 2022     | 1º aprile 2022  |
| 21 | One Exquisite Evening with Madonna                 | Una fantasmagorica serata con Madonna           | 11 maggio 2022    | 1º aprile 2022  |
| 22 | Adam Graduates!                                    | Il diploma di Adam                              | 18 maggio 2022    | 1º aprile 2022  |

## La fantastica avventura dei Goldberg
- Titolo originale: The Goldbergs' Excellent Adventure
- Diretto da: Lew Schneider
- Scritto da: David Guarascio

### Trama
La première della nona stagione ruota attorno all'iconica famiglia degli anni '80 che rende omaggio a Pops. Insieme si avventurano nei meandri della memoria visitando i luoghi preferiti di Pops. Adam Goldberg, sempre con la fotocamera in mano, cattura l'uscita, ispirandola a "Bill e Ted's Excellent Adventure". Ne derivano fraintendimenti e ilarità, e ci viene ricordato che non c'è legame più grande della famiglia.
- Colonna sonora: Forever Young di Alphaville, Santa Claus Is Coming to Town di Fred Astaire e The Westminster Children’s Choir, e la versione di 15 secondi di Santa Claus Is Coming to Town di Fred Astaire (senza parole e The Westminster Children’s Choir).

## Non si scherza con i cavalli
- Titolo originale: Horse Play
- Diretto da: Lew Schneider
- Scritto da: Mike Sikowitz

### Trama
Adam e Brea aprono con entusiasmo le loro lettere di accettazione dalla New York University. Brea scopre di essere stata accettata, ma Adam è scioccato nel vedere il nome di Beverly sulla sua lettera di accettazione. Beverly ammette di aver fatto domanda per poter accompagnare il suo piccolo al college, ma sfortunatamente Adam è stato messo in lista d'attesa. Bev e Adam vanno da Glascott per un consiglio e Glascott incoraggia vivamente Adam a visitare il dipartimento di accettazione della New York University per sostenere la sua causa senza Beverly. Dopo che Adam per ben due volte non riesce a convincere il decano delle ammissioni a riconsiderare la sua domanda, Beverly non può fare a meno di intervenire.
Nel frattempo, Erica scopre che l'animosità di Lou Schwartz nei suoi confronti deriva dal fatto che lui credeva che lei avesse messo le sue pregiate statuette di cavalli di porcellana in una posizione compromettente, ideale per fare uno scherzo, con il risultato che uno di questi è 
stato scheggiato. In realtà, è stata la figlia di Lou, Joanne, a fare lo scherzo, per poi incolpare Erica.
- Colonna sonora: Waiting for a Girl Like You di Foreigner.
- Guest star: Amy Brenneman

## Riptide Waters
- Titolo originale: Riptide Waters
- Diretto da: Jason Blount
- Scritto da: Jonathan M. Howard e Peter Dirksen

### Trama
Erica è completamente stressata poiché Beverly prende il controllo totale dell'organizzazione del matrimonio, lasciando Geoff a mediare tra madre e figlia. Nel frattempo, Glascott sta diffondendo una petizione per far chiudere il parco acquatico locale perché si è ferito lì, portando Barry e Adam a cercare di salvare il parco dalla chiusura.
- Colonna sonora: Fall on Me dei R.E.M.

## Gli anni alla William Penn
- Titolo originale: The William Penn Years
- Diretto da: Jason Blount
- Scritto da: Aaron Kaczander

### Trama
Il preside Ball recluta Adam per filmare l'ultima partita di football tra gli studenti dell'ultimo anno della William Penn e i loro arcirivali della Germantown, ma il disinteresse di Adam per lo sport lo porta a distrarsi e a perdere le riprese del touchdown vincente della William Penn. Questo gli fa guadagnare l'ira di tutti gli studenti, così cerca di rimediare creando un toccante video di ricordi del liceo.
Nel frattempo, Bev viene a sapere dall'agente immobiliare Jane Bales che la casa accanto è in vendita, sebbene sia di proprietà dell'irritabile signor Wofsy. Quando Bev e Murray vedono molte caratteristiche nella casa di Wofsy che non hanno, Bev pensa che comprarla convincerà i suoi figli a rimanere in casa. Tuttavia, quando Jane fa notare i difetti nella casa dei Goldberg mentre fa fare un giro a un potenziale acquirente, Murray decide che ci sono troppi ricordi in casa per andarsene.
- Guest star: Dan Lauria (Arnie Wofsy)
- Colonna sonora: With a Little Help from My Friends dei The Beatles (cantata da Hayley Orrantia).

## Prove da genitori
- Titolo originale: An Itch Like No Other
- Diretto da: Christine Lakin
- Scritto da: David Guarascio

### Trama
Avendo affittato la casa accanto a Jon Glascott, Beverly si stanca del suo vicino e delle sue visite 24 ore su 24. Nel frattempo, Murray ottiene una nuova griglia e vuole iniziarla con un barbecue di quartiere. Bev incoraggia Glascott a fare una gita in canoa con il signor Woodburn lo stesso giorno del barbecue, ma Jon torna presto dal viaggio per vedere il barbecue in corso.
Nel frattempo, Barry si siede su dell'edera velenosa e ha bisogno di cure costanti da parte di Erica e Geoff, che la coppia usa come un modo per prepararsi ad avere un figlio un giorno.
- Colonna sonora: Catch My Fall by Billy Idol.

## Caccia alla grande zucca albina
- Titolo originale: The Hunt for the Great Albino Pumpkin
- Diretto da: Christine Lakin
- Scritto da: Elizabeth Beckwith

### Trama
Sconvolto per il suo primo Halloween senza Pops, Adam rinuncia ad andare al ballo di Halloween della scuola con Brea Bee e Matthew Schernecke. Vedendo Adam depresso, Pop-Pop lo coinvolge nell'andare porta a porta alla ricerca di una zucca bianca che dice sia stata rubata dal suo portico. Questa si rivela essere una bugia, inventata da Pop-Pop per regalare ad Adam un'avventura di Halloween come quelle che lui e Pops condividevano.
Intanto, Barry scopre che Joanne non è a conoscenza del suo personaggio Big Tasty, perché si concentra maggiormente sugli obiettivi di carriera e sui suoi studi pre-medicina. Barry si propone di dimostrare di non aver perso il suo vecchio io, andando a un evento discografico e portando una sua nuova canzone rap. La canzone si rivela un flop, ma Barry si rende conto di aver guadagnato qualcosa di meglio: una ragazza amorevole e solidale.
- Colonna sonora: Monster Mash di Bobby Pickett.

## Sbaciucchio con rosa
- Titolo originale: The Rose-Kissy Thing
- Diretto da: Jay Chandrasekhar
- Scritto da: Mike Sikowitz

### Trama
Dopo aver visto le madri degli atleti della William Penn ricevere una rosa e un bacio in una cerimonia di fine anno, Beverly è determinata a organizzare una serata di premiazione per i non atleti in modo da poter avere il suo momento sotto i riflettori con Adam. Tuttavia, un imbarazzato Adam è altrettanto determinato a dissuaderla. Nel frattempo, Erica fatica a trovare un'amica disposta ad aiutarla con l'organizzazione del suo matrimonio, dato che le sue amiche (Lainey, Erica della valle e Carla) sono fuori città o troppo occupate. Si accontenta di Joanne Schwartz, ma l'aiuto di Joanne diventa rapidamente sgradito.
- Colonna sonora: Every Rose Has Its Thorn di Poison.

## Il giorno del pre Ringraziamento
- Titolo originale: A Light Thanksgiving Nosh
- Diretto da: Nicole Treston Abranian
- Scritto da: Peter Dirksen e Jonathan M. Howard

### Trama
Quando Beverly scopre che Linda Schwartz ospiterà il Ringraziamento quest'anno, si preoccupa che il suo ruolo di hostess di famiglia – e soprattutto di madre di Erica – sia minacciato. Determinata a riconquistare il suo status, Bev organizza uno "spuntino" il giorno prima del Ringraziamento (con tutto il cibo tradizionale del Ringraziamento). Nel frattempo, Pop-Pop sorprende la famiglia presentandosi con una nuova "amica" e i suoi tentativi di impressionarla lo portano a rivedere il suo ruolo passato nella famiglia.
- Colonna sonora: In Your Eyes di Peter Gabriel.

## Gente de tenis
- Titolo originale: Tennis People
- Diretto da: Jay Chandrasekhar
- Scritto da: Chris Bishop e Alex Barnow

### Trama
Dopo settimane di attesa, Adam riceve finalmente la notizia che è stato accettato alla New York University. La sua eccitazione diminuisce presto quando scopre che Brea è stata accettata nella scuola dei suoi sogni, la Brown University. Temendo che la distanza influirà sulla loro relazione, Adam cerca di trovare il modo di tenere vicina la sua ragazza. Nel frattempo, con l'aiuto di Virginia, Beverly inizia a cercare un luogo dove organizzare la festa nuziale di Erica. Scopre che il club di tennis della sua nemesi, Jane Bales, è un luogo perfetto e diventa determinata a guadagnarsi un abbonamento anche se ciò significa mettersi in imbarazzo.
- Colonna sonora: Celebration dei Kool and the Gang.

## Si muore solo una volta o due, ma mai tre volte
- Titolo originale: You Only Die Once, or Twice, but Never Three Times
- Diretto da: Nicole Treston Abranian
- Scritto da: Vicky Castro

### Trama
Dopo aver visto il film di James Bond 007 - Bersaglio mobile, Barry diventa determinato a realizzare il suo film di Bond, interpretando se stesso come "Barry Bond", con l'aiuto di Adam. Sperando di impressionare Joanne, Barry le proietta il video finito, solo per farla ridere di quanto sia banale. Barry si arrabbia con la sua ragazza, poi impara la meticolosa lezione che la sua famiglia e i suoi amici l'hanno sempre trattato con i guanti bianchi per non urtare la sua ipersensibilità.
Nel frattempo, Beverly scopre che il partner di Murray, Formica Mike, vive nel negozio dopo che lui e la moglie Fran si sono separati. Determinata a riunire i due per dimostrare a Erica che non tutti i matrimoni sono destinati a fallire, Bev chiede l'aiuto di Jane Bales. Tuttavia, Mike è attratto dall'aspetto di Jane mentre Jane è attratta dalla sua ricchezza. Imperterrita, Bev convince Fran ad uscire con Nick Mellor per rendere Mike geloso, ma anche Fran e Nick si attraggono reciprocamente.
- Colonna sonora: Something So Strong dei Crowded House.

## Il più famoso spettacolo di fine anno
- Titolo originale: Hip Shaking and Booty-Quaking
- Diretto da: Christine Lakin
- Scritto da: Aaron Kaczander

### Trama
Ispirandosi al film Saranno famosi, Beverly insiste che la scuola William Penn faccia qualcosa di speciale per gli studenti dell'ultimo anno, invece della tradizione decennale di cantare semplicemente la canzone dei quaccheri. Sebbene inizialmente disinteressata, alla fine la scuola decide di dare una possibilità a Beverly. Nel frattempo, Erica e Geoff iniziano a rendersi conto che stanno diventando noiosi come le altre coppie di fidanzati del campus e si preparano a organizzare una festa scatenata per dimostrare il contrario.
- Colonna sonora: Fame di Irene Cara.

## I banditi del bacio
- Titolo originale: The Kissing Bandits
- Diretto da: Christine Lakin
- Scritto da: Elizabeth Beckwith

### Trama
Al loro ritorno a casa dall'orientamento universitario, Adam e Brea confessano ciascuno un segreto che potrebbe influenzare il futuro della loro relazione; Barry e Beverly ammettono apertamente il loro amore per la danza sul ghiaccio ed esplorano insieme la loro passione condivisa.
- Colonna sonora: Nothing Compares 2 U di Hayley Orrantia.

## Uno tsunami d'amore
- Titolo originale: A Peck of Familial Love
- Diretto da: Princess Monique Filmz
- Scritto da: Andrew Secunda

### Trama
Mentre Adam e Brea affrontano la loro rottura, Barry ed Erica scoprono quanto gli Schwartz fossero vicini per San Valentino.
- Colonna sonora: Living My Way di Frank Duval e Open Arms di Journey.

## Il weekend degli Steve
- Titolo originale: The Steve Weekend
- Diretto da: Vernon Davidson
- Scritto da: Vicky Castro

### Trama
Barry si trova faccia a faccia con le sue ex fidanzate e i loro fidanzati durante l'addio al celibato/nubilato di Erica e Geoff; Adam interviene quando il padre di Geoff si occupa della pianificazione del video del matrimonio.
- Colonna sonora: Higher Love di Steve Winwood.

## Il matrimonio
- Titolo originale: The Wedding
- Diretto da: Matt Mira
- Scritto da: Alex Barnow e Chris Bishop

### Trama
Dopo aver appreso che nessuno ha effettuato il deposito sul luogo del matrimonio, Geoff si affretta ad aiutare a riparare la svista prima che Beverly lo scopra; a peggiorare le cose, è imminente un forte temporale invernale che potrebbe mettere a repentaglio l'intero evento.
- Colonna sonora: The Final Countdown degli Europe, Right Here Waiting di Richard Marx.

## Ragazzi di città
- Titolo originale: The Downtown Boys
- Diretto da: Matt Mira
- Scritto da: Erik Weiner

### Trama
Barry e il resto dei JTP cercano di reclamare la loro giovinezza formando una boy band, ma si rendono presto conto che non sono più ragazzi. Nel frattempo, Adam ha le chiavi dell'appartamento in centro di Erica, ma si rende conto che non è tagliato per la vita di città.
- Colonna sonora: Overkill dei Men At Work.

## La tresca più strana del mondo
- Titolo originale: The Strangest Affair of All Time
- Diretto da: Lew Schneider
- Scritto da: Carly Garber e Aleah Welsh

### Trama
Quando Murray va fuori città, Jane Bales tenta di prendere il potere all'Impero Ottomano, costringendo Beverly a vendicarsi; Adam è entusiasta di apprendere che anche Dave Kim ha intenzione di frequentare la New York University.
- Colonna sonora: Don't Change degli INXS.
- Nota: Questo episodio è andato in onda nel primo anniversario della morte di George Segal.

## Scuol-esercizio
- Titolo originale: School-ercise
- Diretto da: Lew Schneider
- Scritto da: Chris Bishop e Alex Barnow

### Trama
Quando Beverly interviene come insegnante di educazione fisica alla William Penn Academy, Adam inizia con riluttanza la sua lezione di esercizi, ma la situazione diventa imbarazzante quando Beverly si china durante la lezione e scorreggia; Brea cerca di mostrare ad Adam le buone intenzioni di sua madre; Barry e Geoff si ritrovano entrambi in lizza per lo stesso tirocinio medico.
- Colonna sonora: You Got It di Roy Orbison.

## Il furto dello scooter
- Titolo originale: Grand Theft Scooter
- Diretto da: Nicole Treston Abranian
- Scritto da: David Guarascio

### Trama
Beverly decide di unirsi ad Adam e Brea nella loro tanto attesa vacanza al mare a Miami; la gioia di Barry dopo aver superato il test di ammissione in medicina è di breve durata dopo che Erica diventa l'eroe locale quando salva un uomo dal soffocamento nel ristorante del centro commerciale.
- Colonna sonora: One Way or Another di Blondie (cover di Hayley Orantia).

## Domenica: il Chow Fun Day
- Titolo originale: Sunday Chow-Fun Day
- Diretto da: Nicole Treston Abranian
- Scritto da: Mike Sikowitz

### Trama
Con l'avvicinarsi del diploma di Adam, Beverly discute di rimanere come guardiana quacchera della William Penn Academy; Erica cerca di uscire dalla tradizione di lunga data degli Schwartz di cenare insieme ogni domenica.
- Colonna sonora: Mad About You di Belinda Carlisle.

## Una fantasmagorica serata con Madonna
- Titolo originale: One Exquisite Evening with Madonna
- Diretto da: Lew Schneider
- Scritto da: Alex Barnow e Chris Bishop

### Trama
A causa di un problema di muffa, dovuto al fatto che Erica lascia costantemente asciugamani bagnati sul pavimento del bagno con grande fastidio dell'ordinato Geoff, i due sposini sono costretti a rimanere a casa Goldberg. Durante la permanenza di Erica e Geoff, Beverly avverte le tensioni nel loro matrimonio e cerca di impartire un piccolo consiglio coniugale. Nel frattempo, Adam vuole regalare a Brea "una fantasmagorica serata con Madonna"  il giorno del loro anniversario, ma i biglietti del concerto sono tutti esauriti. A risolvere la situazione ci pensa la sorella maggiore "figa" di Brea, Claire, da poco tornata in città, che indirizza Adam da un bagarino, realizzando la sua serata da sogno con Brea. Poiché Brea vuole davvero passare del tempo anche con Claire, Adam compra i biglietti per tutti e tre. Tuttavia, Claire vende presto il suo biglietto, deludendo di nuovo la sua sorellina.
- Colonna sonora: Crazy for You di Madonna.

## Il diploma di Adam
- Titolo originale: Adam Graduates!
- Diretto da: Lew Schneider
- Scritto da: Chris Bishop e Alex Barnow

### Trama
Il giorno del diploma si avvicina e tutti, in particolare Adam, sono pronti, tranne Beverly che non sta affrontando bene l'idea di un nido vuoto. Nel frattempo, con l'incoraggiamento di Geoff, Erica decide di fare un provino per Cyndi Lauper come sostituta occasionale di una cantante di supporto. Alla fine, riesumare i suoi sogni di cantante non porta a nulla, ma nuovi inizi più grandi ed eccitanti attendono lei e i Goldberg quando viene rivelato che Erica è incinta.
- Colonna sonora: Time After Time di Cyndi Lauper.